# Snopków
Snopków – wieś w Polsce położona w województwie lubelskim, w powiecie lubelskim, w gminie Jastków. Obok miejscowości przepływa rzeka Ciemięga, lewy dopływ Bystrzycy. 
W latach 1975–1998 miejscowość należała administracyjnie do ówczesnego województwa lubelskiego.
Wieś stanowi sołectwo gminy Jastków. Według Narodowego Spisu Powszechnego z roku 2011 wieś liczyła 928 mieszkańców.
We wsi funkcjonuje Szkoła Podstawowa im. Józefa Ignacego Kraszewskiego. Parafia rzymskokatolicka pod wezwaniem błogosławionej Karoliny Kózkówny została erygowana 1 lipca 2015 r.
Na północnej skarpie, ponad stawem znajduje się zespół pałacowo-parkowy, obecnie w rękach prywatnych.

## Historia
Wieś szlachecka położona była w drugiej połowie XVI wieku w powiecie lubelskim województwa lubelskiego.
Snopków, wieś i folwark nad rzeką Dys, w powiecie lubelskim, gminie Jastków, parafii Lublin, odległy 7 wiorst od Lublina.
W wieku XIX było to staranne gospodarstwo folwarczne i piękna stadnina.

W 1827 r. było 37 domów i 223 mieszkańców.
Dobra Snopków składały się z folwarków: Snopków, Helenów, Marysin i Natalin, rozległość dominialna mórg 2703: gruntów ornych i ogrodów mórg 1816, łąk mórg 113, pastwisk mórg 20, lasu mórg 729, nieużytki stanowiły mórg 25.
Budynków murowanych 11, z drewna 18; płodozmian 10, 11 i 12. polowy. Las był nieurządzony w folwarku wiatrak.

Wieś Snopków osad 24, mórg 359.
W połowie XV w. wieś Snopków w parafii Lublin, miała łany kmiece i folwark rycerski, z których płacono dziesięcinę snopową i konopną, wartości 4 grzywien, kościołowi w Lublinie (Długosz, L. B., II, 539). Według registru poborowego powiatu lubelskiego z r. 1531 wieś Snopków w części „Rafaelis”(Rafała Ożarowskiego) miała 6 łanów, 1 młyn. Część Snopkowa „Jacobi”(Jakuba Ożarowskiego) 4 łany i młyn (Pawiński. Kod. Małop. s. 347).
Na szczególną uwagę zasługuje historia Snopkowa w wieku XV i połowy XVI, nastąpiło wówczas na skutek sukcesji, sprzedaży i zamian wiele zmian własnościowych co przedstawiono w osobnym artykule.